# Copeina guttata
Copeina guttata es una especie de peces de la familia Lebiasinidae en el orden de los Characiformes.

## Morfología
Los machos pueden llegar alcanzar los 7,6 cm de longitud total.

## Alimentación
Come gusanos, insectos y pequeños crustáceos.

## Hábitat
Es un pez de agua dulce y de  clima tropical (23 °C-28 °C).

## Distribución geográfica
Se encuentran en Sudamérica:  cuenca del río Amazonas.